# Colonel Lizé
Jean Teissier de Marguerittes, dit colonel Lizé, né le 1er juin 1882 à Constantine et mort le  21 août 1958 à Grand-Brassac, est un militaire et un résistant français de la Seconde Guerre mondiale. Il est notamment connu pour avoir dirigé les FFI de la Seine pendant la Libération de Paris de l'intérieur (avant l'arrivée des blindés du général Leclerc), sous le commandement d'Henri Rol-Tanguy. Après la guerre, il se fait prêtre.

## Biographie

### Famille
Issu d'une famille noble, les Teisseri de Nice, devenus Teissier de Marguerittes après leur installation en Languedoc, il compte notamment dans sa famille Jean-Antoine Teissier de Marguerittes, écrivain et homme politique, premier maire de Nîmes, Esprit-Louis-Eugène Teissier de Marguerittes, chevalier Teissier, lieutenant de vaisseau membre marins de la Garde impériale, chevalier Teissier de Marguerittes et de l'Empire, ainsi que Guillaume-Ferdinand Teissier, historien, archéologue et préfet de l'Aube.
Il épouse Suzanne Duval en septembre 1918.

### Études
Il étudie à l'École centrale Paris (Promotion 1908).

### Engagement
Il s'engage dans l'armée le 5 juillet 1905, et est affecté au régiment d'artillerie de Tarbes.

### Seconde guerre mondiale
Le 10 mai 1940, il rejoint avec la 1re DLM la frontière belgo-néerlandaise.
Il apprend l'armistice du 22 juin deux jours plus tard.
Nommé commandant de la garnison de Clermont-Ferrand, il organise un camp (le camp F, près de Montferrand) où sont accueillis des démobilisés, mais aussi des prisonniers de guerre français dont il facilite l'évasion. Il est aidé dans cette tâche par Louise Thuliez. Il se consacre également à camoufler du matériel de guerre soustrait à l'ennemi.
En mai 1941, démobilisé, il se retire à Manzac-sur-Vern. C'est alors que, contacté par le général de Beauchêne, il commence de mettre en place un réseau de résistance armée. Il entre dans la clandestinité au début de 1943. En avril, il est chargé d'organiser l'OCM dans les Landes et les Basses-Pyrénées, afin de prendre le commandement de la région de Bordeaux, dont le chef vient d'être arrêté. Traqué à son tour par la Gestapo après la trahison d'André Grandclément, il prend contact avec Ceux de la Libération.
Fin 1943 il se rend à Paris où il va prendre le pseudonyme de colonel Lizé. Il se réfugie au couvent Saint-François, rue Marie-Rose (dans le 14e arrondissement), où il est accueilli et caché quelque temps par le père franciscain Corentin Cloarec, directeur spirituel de la Fraternité Saint-Louis dont Teissier de Marguerittes est membre. C'est là qu'il rencontre les principaux chefs de la Résistance francilienne. L'un d'entre eux, le lieutenant-colonel Duc, lui propose de remplacer Pierre Lefaucheux, qui vient d'être arrêté, au commandement des FFI de la Seine (soit Paris intra-muros). 

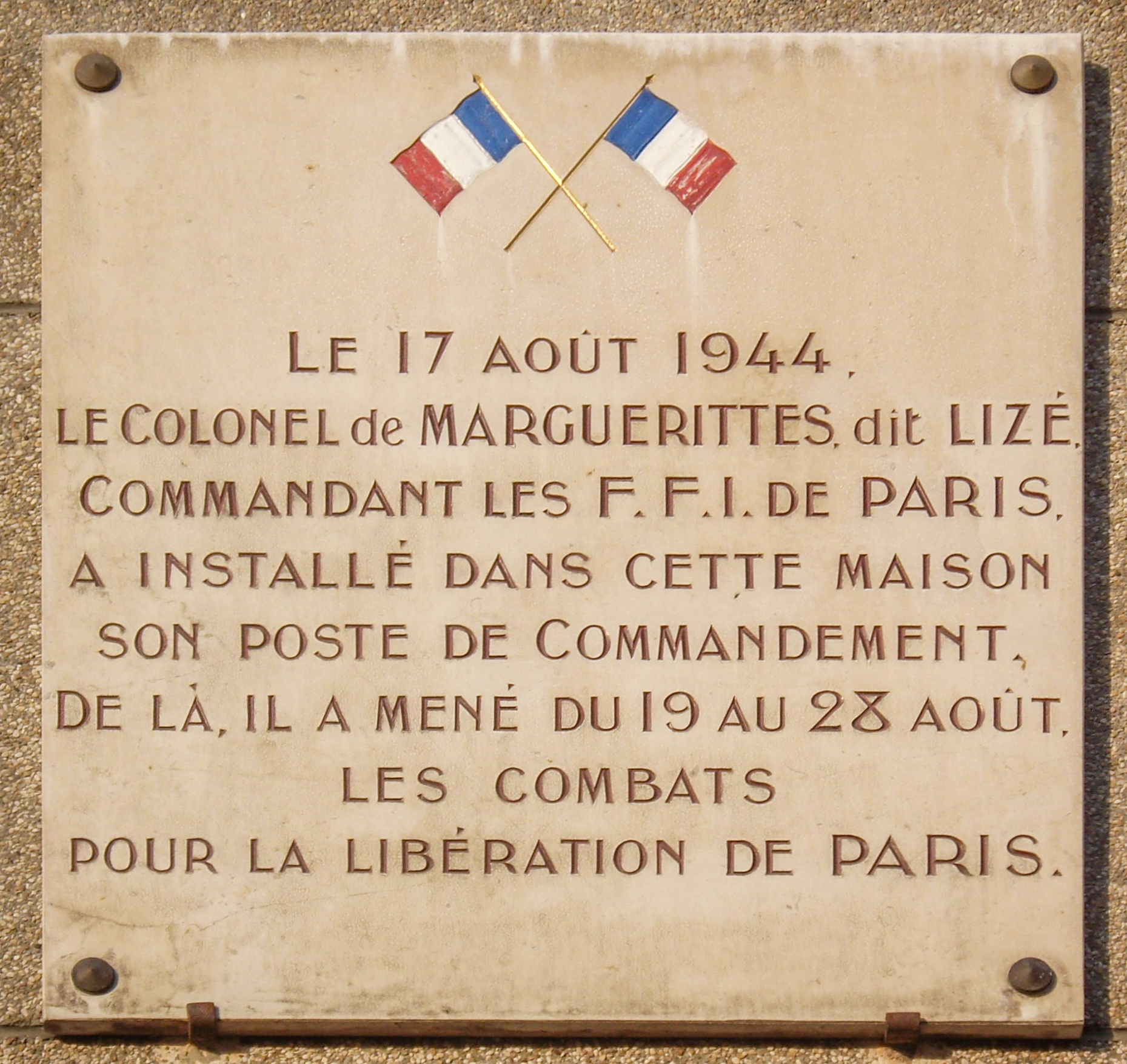
Plaque commémorative au 5, quai Conti.

Le 17 août, il installe son PC au 1, rue Guénégaud. Il s'oppose alors à l'idée d'une trêve conclue entre Raoul Nordling et Dietrich von Choltitz.
Le 21 août, il envoie un commando formé de FFI du 9e arrondissement, de policiers du mouvement « Résistance Police », et d'employés de la station commandés par Jacques Magne prendre possession des locaux de Radio-Paris et faire cesser l'émission de L'Information permanente. Ils arrivent sur place vers 18h00 et arrêtent quatre journalistes, qu'ils remettent à la police. Vers 19h30, alors que les combats ont repris, il ordonne l'édification de barricades. La ville de Paris est libérée le 25 août 1944, après l'entrée de la Deuxième Division blindée.
Il racontera sa participation à la Libération de Paris dans l'ouvrage collectif La France et son empire dans la guerre en 1947. Ses souvenirs de résistance, restés sous forme manuscrite, ont été versés aux Archives nationales

### Après la Libération
Il est nommé président de la commission d'homologation des grades FFI de la Seine, puis, en septembre 1945, prend pour quelque temps le commandement de la place de Baden-Baden.
Il est promu général de brigade le 25 février 1946, avant d'être démobilisé du fait qu'il a atteint la limite d'âge.
Il devient alors délégué français de l'UNRRA en Allemagne, puis est chargé de mission, deux ans durant, de l'ordre de Malte.

### Prêtre
Lorsque sa femme meurt, le 15 avril 1953, il entre au séminaire de Périgueux, avant d'être ordonné prêtre le 29 juin 1955 dans la cathédrale Saint-Front par l'évêque de Périgueux, Mgr Georges-Auguste Louis, et de devenir curé de campagne en Dordogne dans la commune de Grand-Brassac.

## Distinctions et hommages
- Grand officier de la Légion d'honneur
- Croix de guerre 1914–1918
- Croix de guerre 1939–1945
- Médaille interalliée de la Victoire
- Commandeur de l'ordre de Léopold (Belgique)
- Croix de guerre (Belgique)

La voie CN/20 est nommée place du Général-Teissier-de-Marguerittes par arrêté municipal du maire de Paris Jacques Chirac du 9 décembre 1985.

## Ouvrages
- La Libération de Paris, opuscule, in La France et son Empire dans la Guerre, tome II, direction de Louis Mouilleseaux, Éditions littéraires de France, 1947.